# Trevor Kidd
Trevor Kidd, född 29 mars 1972, är en kanadensisk före detta professionell ishockeymålvakt som tillbringade 13 säsonger i den nordamerikanska ishockeyligan National Hockey League (NHL), där han spelade för ishockeyorganisationerna Calgary Flames, Carolina Hurricanes, Florida Panthers och Toronto Maple Leafs. Han släppte in i genomsnitt 2,84 mål per match och hade en räddningsprocent på .901 samt 19 SO (matcher utan insläppt mål) på 387 grundspelsmatcher.
Han draftades i andra rundan i 1984 års draft av Calgary Flames som 23:e spelare totalt.
Kidd jobbar till vardags inom marknadsföring– och reklambranschen och under 2008 startade han Mountain Bean Coffeee Company, som han sålde under 2011.